# Kostel svatého Michaela archanděla (Praha, Staré Město)
Bývalý kostel svatého archanděla Michaela se nachází nedaleko Staroměstského náměstí na pražském Starém Městě mezi Michalskou a Melantrichovou ulicí. Kostel byl významným střediskem husitství, od jeho zrušení za reforem Josefa II. se budova stala předmětem různého civilního využití.

## Historie

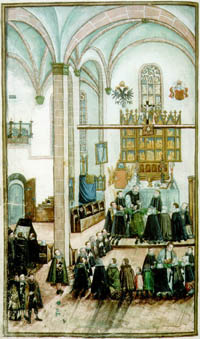
Mše svatá pod obojí způsobou v kostele sv. Michaela, iluminace z Kancionálu literátského bratrstva kostela sv. Michaela z roku 1587 – uloženo v Národním muzeu

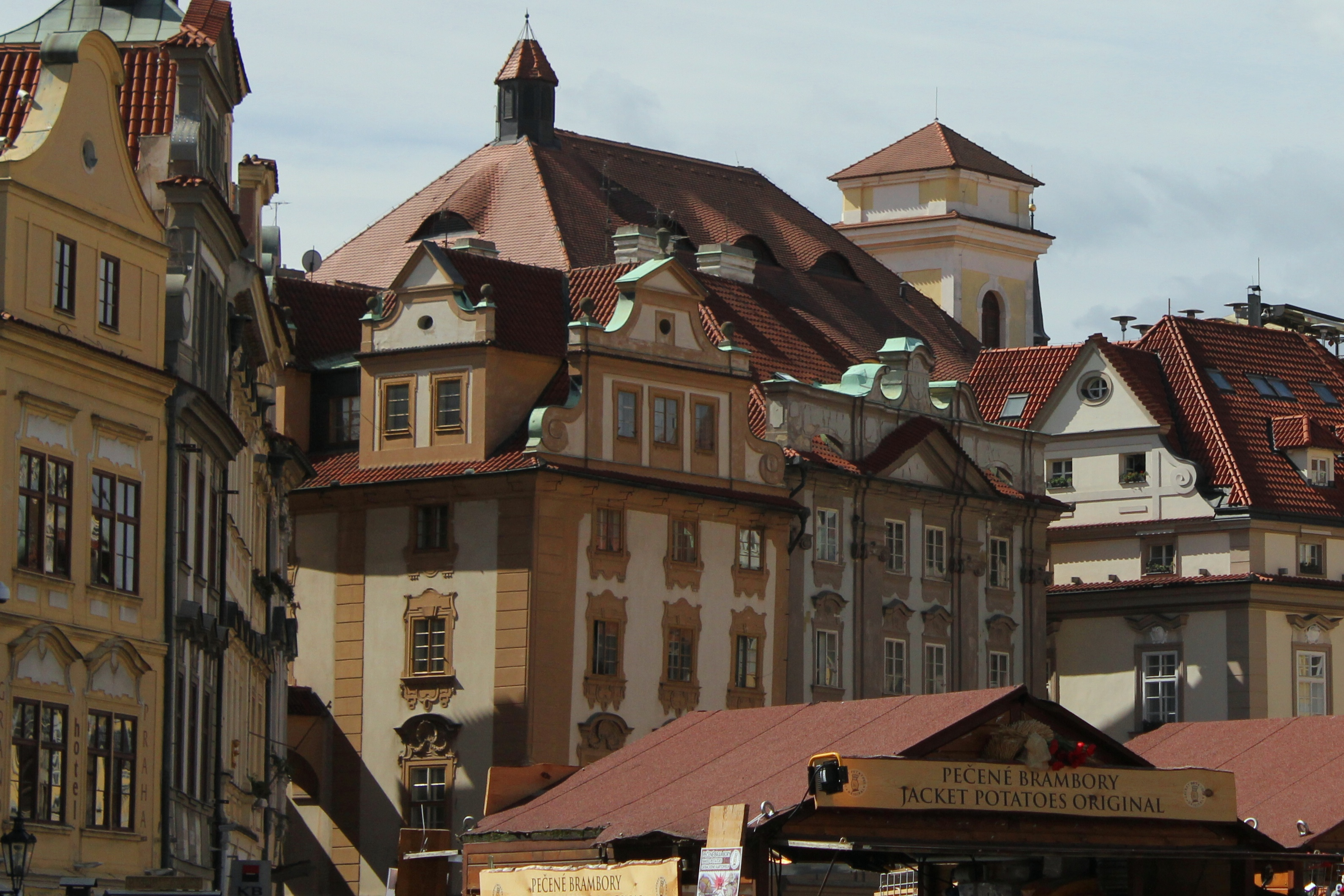
Střecha kostela nad domy na Staroměstském náměstí

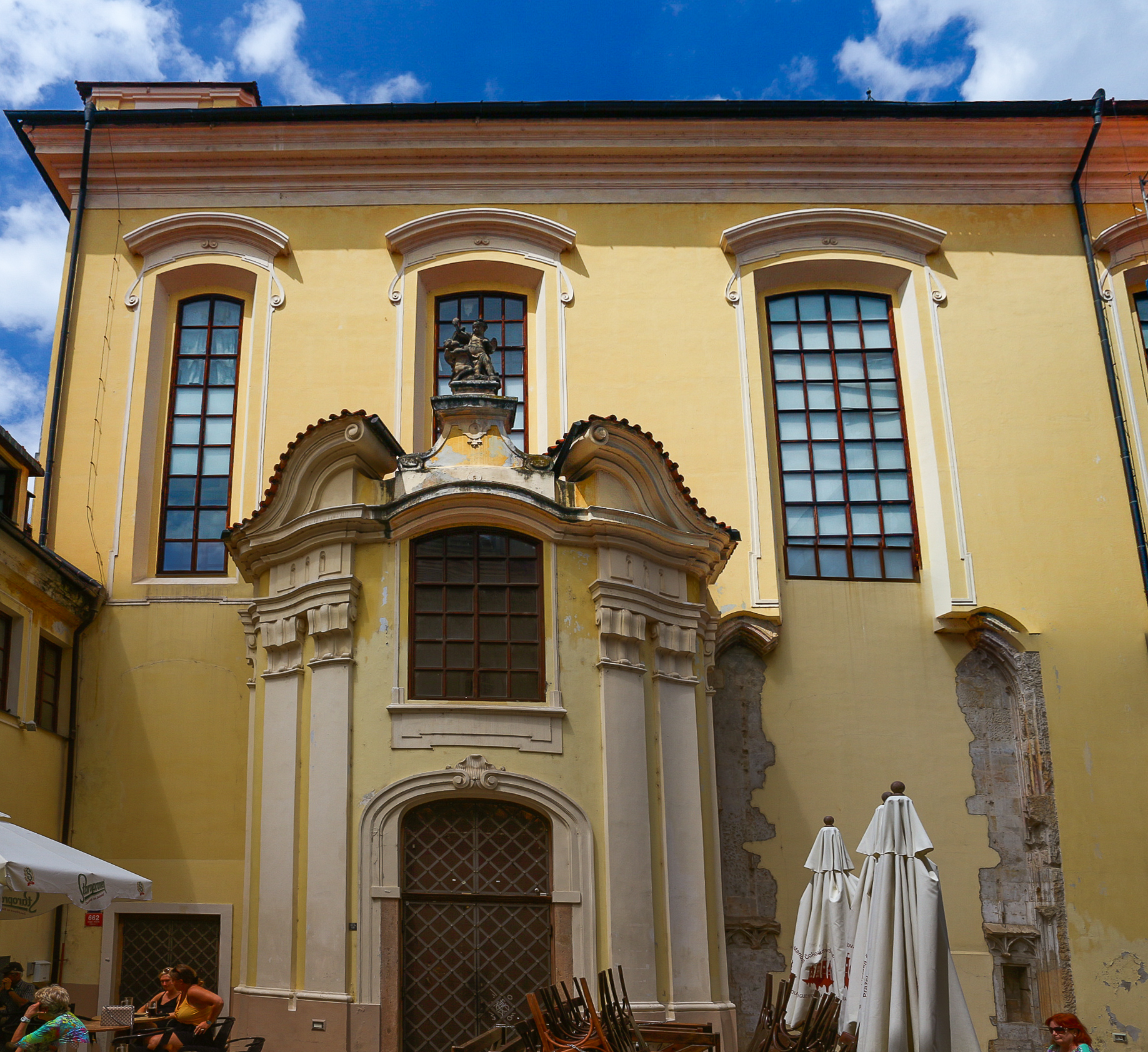
Vstup do bývalého kostela

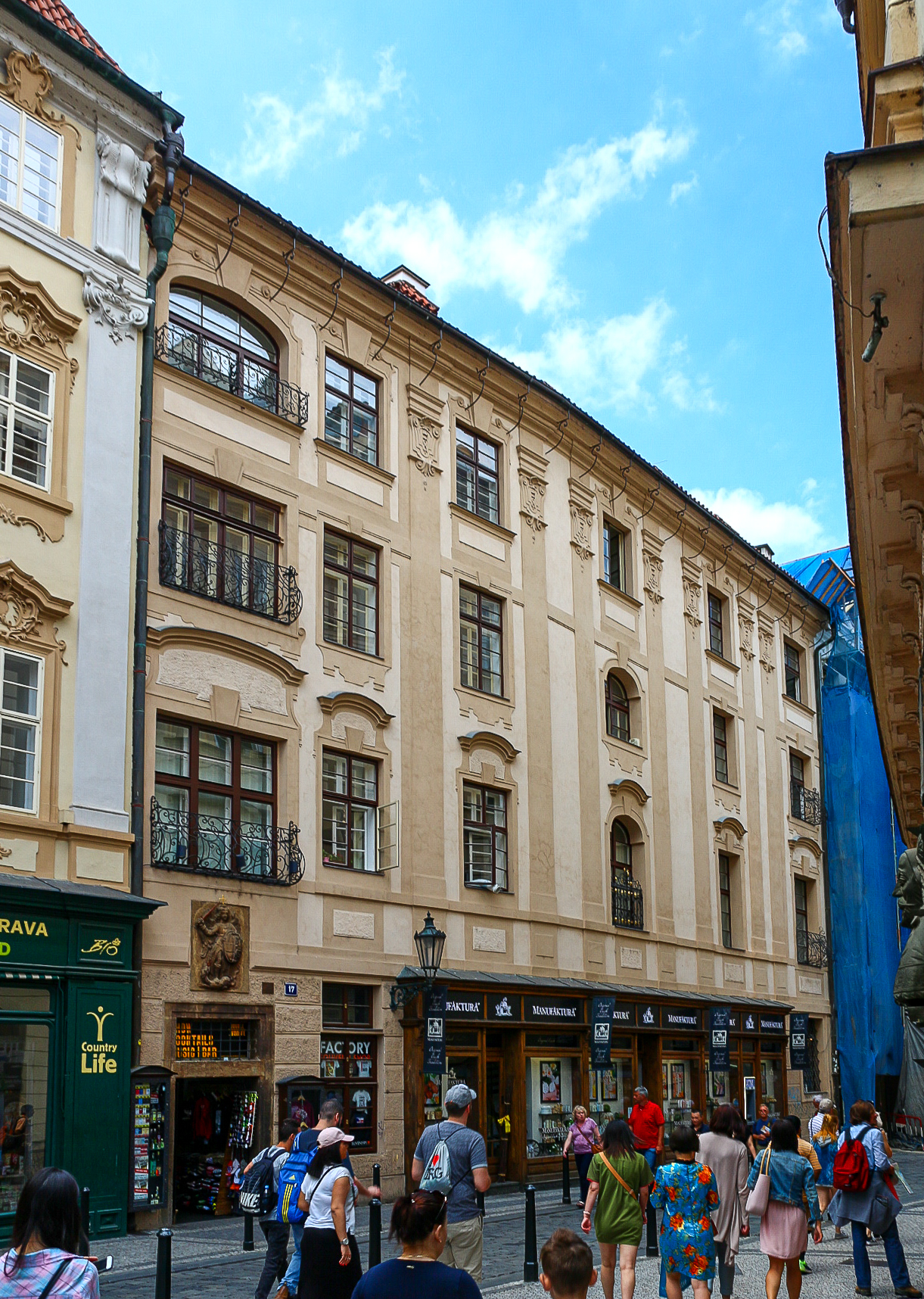
Budova kláštera řádu servitů

### Středověk
Na tomto místě zřejmě existovala už v době předrománské dřevěná, snad sakrální stavba. Jde o místo velmi exponované už v době raného středověku – v době přemyslovských knížat – tudy procházela stará cesta (nazývaná Kosmasem Vyšehradská cesta) spojující Vyšehrad a Pražský Hrad přes brod – dřevěný most (předchůdce Juditina a Karlova mostu). Kamenný románský jednolodní kostel, s patrociniem sv. archanděla Michaela, vznikl mezi lety 1150 až 1200 v době rozkvětu sousedního Rynku (budoucího Staroměstského náměstí). Byl to ve své době jeden z největších pražských kostelů. Jedna hypotéza uvádí, že byl postaven v centru osady vlašských (benátských) kupců usazených trvale v okolí tržiště ( Sv. Mikuláš byl původně kostelem německých kupců, Sv. Linhart franských kupců). Jiná hypotéza připisuje naopak tento kostel německé komunitě s odkazem na fakt, že sv. Michael je považován za patrona Germánie a svatomichalské patrocinium přišlo s německými kolonizátory během 12. století. Součástí kostela byl hřbitov. Michalská ulice se ve středověku nazývala Za Svatým Michalem. Ulice vedla z Uhelného trhu, kde stál milíř na dřevěné uhlí, dál kolem kostela a hřbitova na Rynek (Ryneček).
Ve 13. století byla doplněna západní věž a boční lodě, takže dostal gotické basilikální uspořádání. Patronátní právo k němu měli čeští králové a později je převzala královna Eliška Přemyslovna, manželka Jana Lucemburského. Po její smrti daroval král v roce 1335 toto právo zderazskému klášteru, potvrzeno bylo papežem Benediktem XII. 12. října 1335. Roku 1364 bylo zakoupeno místo k vystavění nové fary. V této době byla zahájena gotická přestavba, starší kostel byl téměř kompletně nahrazen novostavbou, vybavenou síňovým trojlodím. Z této gotické etapy pochází na průčelí budovy přiznaný zbytek gotické kaple arrasovského tvarosloví. Roku 1380 působilo v při kostele 11 kněží, kteří zároveň vykonávali funkci učitelů ve farní svatomichalské škole, která je jednou z nejstarších škol Prahy. Vyučující učili zároveň na teologické fakultě nedaleké Univerzity (založené 1347, ale její chod se rozbíhal pomalu a teprve v 60. letech byla výuka plně zajištěna). V roce 1386 byla založena nadace na udržování věčného světla v kostele. Od roku 1390 byl svatomichalským farářem pokrokový zderazský křížovník Bernard. Během jeho působení se na faře konala pravidelná setkání univerzitních mistrů, tzv. otevřené disputace. Účastnil se jich i tehdejší student teologie Jan Hus. Ten již od roku 1399 hájil učení Johna Vyckliffa. Po vysvěcení Jana Husa na kněze v roce 1400, míval kázání v kostele sv. Michaela.

### Centrum české reformace
1406 farář Bernard zemřel, jeho nástupcem se stal vzdělaný Křišťan z Prachatic, lékař, botanik, astronom a matematik, profesor artistické a lékařské fakulty pražské univerzity. Na pražské univerzitě působil až do konce života, když byl několikrát zvolen děkanem filozofické fakulty a čtyřikrát rektorem univerzity. Byl Husovým krajanem, stoupencem i zastáncem. Oba patřili k iniciátorům Dekretu kutnohorského, díky němuž se změnily poměry na pražské univerzitě ku prospěchu českých učitelů i studentů. Kostel patřil spolu s Betlémskou kaplí k významným reformním svatyním, což dokládá i to, že zde 15. března 1411 jako v jednom z mála kostelů nebyla vyhlášena klatba nad Janem Husem. Od roku 1414 zde byla podávána Svátost oltářní pod obojí způsobou. V roce 1415 se Křišťan z Prachatic vydal za Husem do Kostnice spolu s Petrem z Mladoňovic a Janem Kardinálem z Rejštejna, jako vyslanci pražské univerzity z pověření Václava IV. Zde se mu podařilo navštívit Husa ve vězení. Za toto byl ale zatčen; později byl na přímluvu Zikmunda Lucemburského propuštěn. V té době v kostele často kázal Jakoubek ze Stříbra, bylo to v čase, kdy se farář Křišťan vydal za Husem do Kostnice. V době radikalizace hnutí se Křišťan otevřeně postavil proti táboritům a káral jejich kněze Václava Korandu. Radikálové – stoupenci Jana Želivského to četli jako zradu a svatomichalskou faru přepadli, Křišťan musel uprchnout do vyhnanství. 10. listopadu 1419 vyplenili a vyrabovali kostel sv. Michaela, lavice byly rozštípány a odneseny na stavby zátarasů. Během následovných husitských válek zažil kostel sv. Michaela mnohá další příkoří. Nástupným správcem farnosti se stal Mistr Petr z Mladoňovic, který byl od roku 1438 i rektorem pražské univerzity. Dne 29. září 1436 byl kostel opět vysvěcen světícím biskupem Filibertem z Coutances v Normandii, z francouzského rodu De Mondieu, který do Čech přišel po Basilejském koncilu. Později 6. října byl vysvěcen nejmenovaný oltář a 21. října byl posvěcen také místní hřbitov.

### Renesance
1540 zachvátil Staré město rozsáhlý požár. Podle archivních pramenů prošel kostel renesanční úpravou kolem poloviny 16. století, ale z této předpokládané renesanční přestavby se mnoho nezachovalo. V této době byl pravděpodobně zrušen hřbitov a kamenné náhrobky byly použity při opravě a výstavbě vyhořelých domů v okolí, jak dokládá nález v blízkém domě v Michalské ulici č. 21. Kostel sv. Michaela zůstal utrakvistický i nadále až do rekatolizace.

### Baroko
Odchodem protestantů po roce 1620 zmizelo i významné vzdělávací centrum. Roku 1621, kdy na základě dekretu Karla z Lichtenštejna musel své místo opustit poslední nekatolický farář, Matěj Janda z Čechtic, který poté odešel do Budyšína, jak o tom informuje František Ruth. Oproti tomu Ferdinand Mikovec uvádí jako posledního faráře Jakuba Jakobeuse. Kostel po barokní přestavbě sloužila dál jako městský katolický kostel. Roku 1626 daroval císař Ferdinand II. kostel sv. Michaela s farou a školou servitům. Navíc od něj dostali 500 zlatých na vybudování kláštera starého žebravého řádu servitů (v Praze se servité objevují poprvé už v roce 1360). 1626 byl servitům rovněž navrácen kostel Panny Marie Na Trávničku pod Vyšehradem na břehu potoka Botiče včetně kláštera Na Slupi. Tento zabavený klášter servité získali zpět hlavně zásluhou nového servitského vikáře P. Sosteneuse Odoniuse z Alessandrie, který se zasloužil nejen o znovuzískání kláštera Na Slupi, ale i o získání nového konventu u sv. Michaela. Císař Ferdinand III. věnoval klášteru 1000 kop míšeňských na postavení nového hlavního oltáře. Na tomto oltáři byl později umístěn obraz Petra Brandla, zobrazující boj dobrých a padlých andělů. Součástí oltáře byly zřejmě také Bendlovy sochy Anděla Strážného a Archanděla Rafaela. Pravděpodobně prvním servitským převorem a farářem u sv. Michaela a byl servita původem z Irska páter Cherubin O ́Dale, nazvaný Daleus. Období třicetileté války nebylo ani pro tuto farnost klidným obdobím. Dne 15. listopadu 1631 vtrhli do Prahy Sasové, servitští mniši před nimi utekli z Prahy, dva z nich přitom přišli o život. Poničení fary i kostela saskými i švédskými hordami daly podnět pro nové stavební práce. Začalo se stavět roku 1640 a začal vznikat nový klášter jako čtyřkřídlá budova sestávající ze čtyř domů – vykoupeného domu U oslů, domu U zlaté studnice, staré fary a školy. Výstavba kláštera na základech těchto měšťanských domů, fary a školy se udála v několika fázích. První, která dala budovám typickou klášterní dispozici, probíhala v letech 1640–1664. Stavba dokončená v roce 1664, měla tři patra a cely, v nichž mohlo bydlet až dvacet řeholníků. V dalších fázích se upravil kostel a dodělaly některé úpravy kláštera. Přestavbu, do současné podoby vrcholného baroka, vytvořil František Ignác Prée, žák Františka Maxmiliána Kaňky. Servité přispěli k rozšíření mariánského kultu v Praze. Velké oblibě Pražanů se těšily svatomichalské adorace sedmi mariánských svátků, které byly doprovázeny krásnými slavnostními bohoslužbami s hudbou. Již v minulosti byla hudba ve svatomichalském kostele na vysoké úrovni, během působení servitů se důraz na hudební doprovod ještě zvětšil. Známý pražský skladatel Šimon Brixi byl ve službách řádu servitů a působil jako ředitel kůru do roku 1727, z tohoto období jsou známé zejména jeho mariánské antifony. Další hudebník Felix Benda se v roce 1762 stal varhaníkem a ředitelem zdejšího kůru. Během své existence se stal servitský klášter při chrámu sv. Michaela nejen duchovním centrem, ale i centrem vzdělanosti a duchovní hudby. I když se bohatá knihovna do dnešních dob nezachovala, důkazem její rozsáhlosti je dochovaný knihovní katalog, datovaný do poloviny 18. století a také freska od Josefa Hagera v bývalé klášterní knihovně.

### Josefinské reformy a 19. století
V době josefinských reforem spolu s přilehlým klášterem servitů byl kostel zrušen. Po zrušení kostela a kláštera 23. června 1786 se budovy dostaly do držení Náboženského fondu, který postupně rozprodal inventář. Většina kostelního mobiliáře byla rozprodána do velkého množství jiných kostelů po celém Českém království (Rokycany, Líbeznice, Sokolov, Holany).V roce 1789 byla budova i s přilehlým klášterem prodána (poprvé) – za 2 150 zlatých kupci Ignáci Eliášovi Veithovi, ten zde zřídil sklad. V kostele se usídlila manufaktura. Později sloužil jako kupecké skladiště (velkoobchod) židovských obchodníků, kteří koupili přilehlé domy v Michalské ulici.

### 20. století

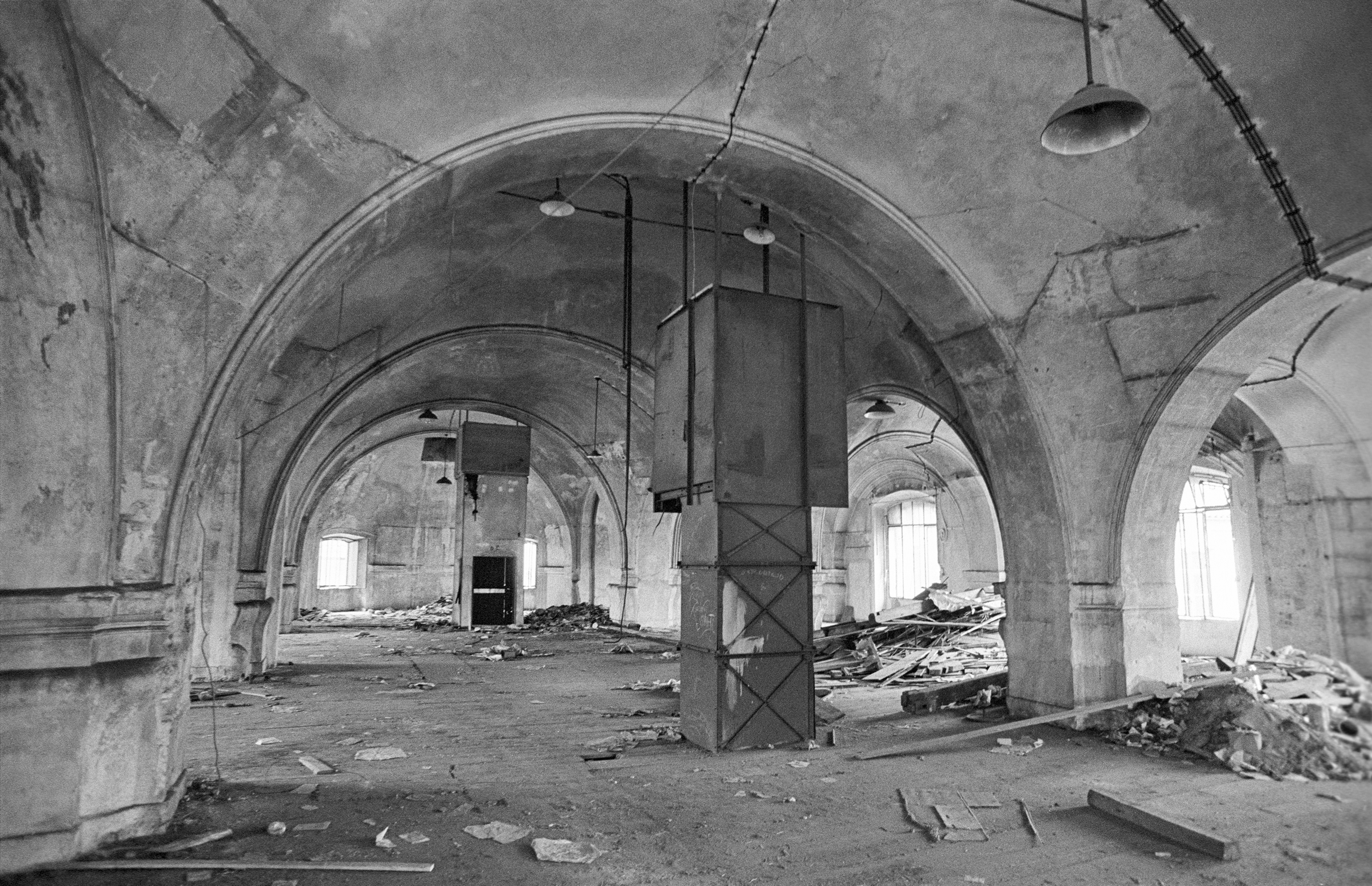
Stav kostela v červnu 1991 před rekonstrukcí; kostel byl přepatrován na čtyřpodlažní skladiště.

Po roce 1948 byl objekt zkonfiskován. V době socialismu patřil bývalý kostel pod sklad Velkoobchodu průmyslovým zbožím a skladovaly se zde kromě jiného i oleje. V roce 1984 byl objekt převeden jako depozitář Státní knihovně ČSSR. V roce 1990 byl úmyslně či neúmyslně založen požár, kdy shořela velká část krovů. Kostel byl dražen za cenu 16 mil. Kč, ale neúspěšně. Archeologové z Muzea hl. města Prahy zde v roce 1995 provedli výzkum, jenž potvrdil románské zdivo kostela a odkryl několik desítek hrobů, které patří asi příslušníkům řádu servitů. Označili kostel vzhledem k jeho poloze i vzhledem k mimořádné architektuře za jednu z nejvýznamnějších pražských památek. Přesto v roce 1995 vydal odbor památkové péče Magistrátu hl. m. Prahy kladné závazné stanovisko k záměru vybudovat v areálu finančně bankovní instituci, ale jednání selhala (pozoruhodná shoda náhod je, že kostel zdobí freska Vyhnání kupců a lichvářů z chrámu). Mezi písemně vydanými úkoly Ministerstva kultury ČR (ministr je Vítězslav Jandák, premiérem je Jiří Paroubek) řediteli Národní knihovny na rok 2004, bylo i "naložit s bývalým kostelem sv. Michala jako s nemovitostí nepotřebnou pro stát". Nemovitost byla prodána dosavadnímu nájemci a provozovateli za 46 mil. Kč (odhadní cena 180 mil. Kč). V kostele je provozována značně kontroverzní Michael Mystery Show. Podle článku v Lidových novinách z roku 2006 zamýšlel vlastník zřídit v kostele muzeum českého skla Křišťálový svět. V roce 2009 majitel plánoval přebudovat kostel na nákupní galerii Michal Palace. Pak zde byl provozován noční hudební klub. Nejdříve se jmenoval Kostel, v únoru 2011 změnil jméno na Venue a v září 2012 se nazýval Temple Music Club. Stavební úpravy žel barokní podobu kostela na mnoha místech narušily.

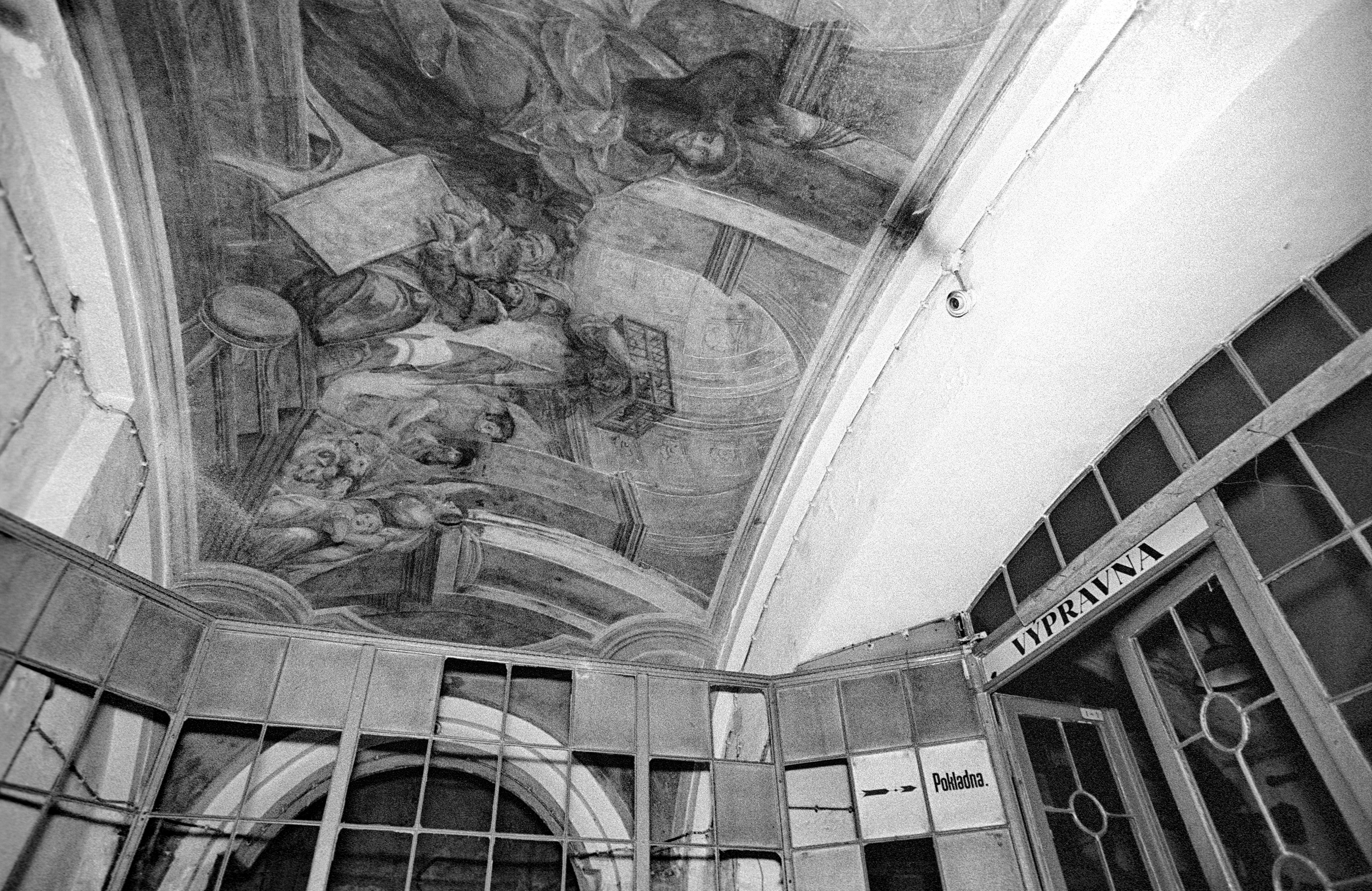
Stav kostela v červnu 1991 před rekonstrukcí; nad obchodními přepážkami freska "Ježíš vyhání kupce z chrámu".

V budově kláštera sídlí tzv. Collegium Marianum – Týnská vyšší odborná škola a v dochovaném barokním knihovním sále jsou dnes mj. pořádány koncerty převážně barokní hudby.

## Pohřbené osobnosti
- Petr Zmrzlík ze Svojšína[4]